# Aphis seselii
Aphis seselii är en insektsart. Aphis seselii ingår i släktet Aphis och familjen långrörsbladlöss. Inga underarter finns listade i Catalogue of Life.